# Lothal
Lothal az ókori indus-völgyi civilizáció egyik legjelentősebb városa, amely a mai India területén, Gudzsarát államban, azon belül a Bhāl régióban található.
Létezése kb. a Kr. 2. évezredtől datálható.
1954-ben fedezték fel, 1955 és 1960  között végeztek ásatásokat.

## Fordítás
- Ez a szócikk részben vagy egészben  a   Lothal című angol Wikipédia-szócikk ezen változatának fordításán alapul.  Az eredeti cikk szerkesztőit annak laptörténete sorolja fel. Ez a jelzés csupán a megfogalmazás eredetét és a szerzői jogokat jelzi, nem szolgál a cikkben szereplő információk forrásmegjelöléseként.